# Sumit (jogador de hóquei)
Sumit Walmiki, mais conhecido simplesmente como Sumit (20 de dezembro de 1996), é um jogador de hóquei sobre a grama indiano.

## Carreira
Sumit fez parte do time indiano que venceu a Copa do Mundo Júnior de Hóquei Masculino de 2016 e também integrou a Seleção Indiana de Hóquei sobre a grama masculino nos Jogos Olímpicos de Verão de 2020 em Tóquio, quando conquistou a medalha de bronze após derrotar a equipe alemã por 5–4.